# Welterbe in Senegal
Zum Welterbe in Senegal gehören (Stand 2016) sieben UNESCO-Welterbestätten, darunter fünf Stätten des Weltkulturerbes und zwei Stätten des Weltnaturerbes. Der westafrikanische Staat Senegal hat die Welterbekonvention 1976 ratifiziert, die Insel Gorée gehörte 1978 zu den zwölf Stätten, die als erste in die Welterbeliste aufgenommen wurden. Die bislang letzte Welterbestätte in Senegal wurde 2012 eingetragen.

## Welterbestätten
Die folgende Tabelle listet die UNESCO-Welterbestätten in Senegal in chronologischer Reihenfolge nach dem Jahr ihrer Aufnahme in die Welterbeliste (K – Kulturerbe, N – Naturerbe, K/N – gemischt, (G) – auf der Liste des gefährdeten Welterbes).
| Bild                                                         | Bezeichnung                                                  | Jahr | Typ | Ref. | Beschreibung |
| ------------------------------------------------------------ | ------------------------------------------------------------ | ---- | --- | ---- | --- |
| Insel Gorée                                                  | Insel Gorée (Lage)                                           | 1978 | K   | 26   | |
| Nationales Vogelschutzgebiet Djoudj                          | Nationales Vogelschutzgebiet Djoudj (Lage)                   | 1981 | N   | 25   | |
| Nationalpark Niokolo-Koba                                    | Nationalpark Niokolo-Koba (Lage)                             | 1981 | N   | 153  | Stand aufgrund vielzähliger Gefährdungen, u. a. Wilderei und Staudammprojekt, auf der Liste des gefährdeten Welterbes zwischen 2007 und 2024.                 |
| Insel von Saint Louis                                        | Insel von Saint Louis (Lage)                                 | 2000 | K   | 956  | |
| Senegambische Steinkreise                                    | Senegambische Steinkreise                                    | 2006 | K   | 1226 | Die grenzüberschreitende Welterbestätte umfasst in Senegal die Steinkreise von Sine Ngayène (Lage) und Wanar (Lage) sowie zwei weitere Steinkreise in Gambia. |
| Saloum-Delta                                                 | Saloum-Delta (Lage)                                          | 2011 | K   | 1359 | |
| Bassari-Land: Kulturlandschaften der Bassari, Fula und Bedik | Bassari-Land: Kulturlandschaften der Bassari, Fula und Bedik | 2012 | K   | 1407 | Lebensräume der Bassari, Fula und Bedik im Bassari-Land. |

## Tentativliste
In der Tentativliste sind die Stätten eingetragen, die für eine Nominierung zur Aufnahme in die Welterbeliste vorgesehen sind. Derzeit (2016) sind acht Stätten in der Tentativliste von Senegal eingetragen, die letzte Eintragung erfolgte 2005. Die folgende Tabelle listet die Stätten in chronologischer Reihenfolge nach dem Jahr ihrer Aufnahme in die Tentativliste.
| Bild                                                                                        | Bezeichnung                                                                                 | Jahr | Typ | Ref. | Beschreibung |
| ------------------------------------------------------------------------------------------- | ------------------------------------------------------------------------------------------- | ---- | --- | ---- | --- |
| Posthotel in Saint-Louis                                                                    | L’Aéropostale                                                                               | 2005 | K   | 2072 | Spuren der französischen Luftpost in Saint-Louis (Wasserlandeplatz, Posthotel) und Dakar (Wasserlandeplatz, Tower, Gedenktafeln)                          |
| Île de Carabane                                                                             | Île de Carabane (Lage)                                                                      | 2005 | K   | 2075 | |
| Ländliche Architektur von Basse-Casamance: die Impluvium-Häuser des Königreichs von Bandial | Ländliche Architektur von Basse-Casamance: die Impluvium-Häuser des Königreichs von Bandial | 2005 | K   | 2076 | |
| Îles de la Madeleine                                                                        | Îles de la Madeleine                                                                        | 2005 | K/N | 2077 | Unbewohnte Inselgruppe vor der Atlantikküste der Hauptstadt Dakar bei Cap Vert.                                                                           |
| Zwischenstationen des Senegal-Flusses                                                       | Zwischenstationen des Senegal-Flusses                                                       | 2005 | K   | 2078 | In der Kolonialzeit wurden am Senegal-Fluss mehrere Handelsstützpunkte errichtet. Zu den wichtigsten zählen Dagana, Podor, Richard Toll, Salde und Matam. |
|                                                                                             | Hügelgräber von Cekeen                                                                      | 2005 | K   | 2079 | |
| Retba-See                                                                                   | Retba-See (Lage)                                                                            | 2005 | K/N | 2080 | |
| Alt-Rufisque                                                                                | Alt-Rufisque                                                                                | 2005 | K   | 2081 | Historische Bereiche der Stadt Rufisque |